# Ilybius crassus
Ilybius crassus är en skalbaggsart som beskrevs av Thomson 1856. Ilybius crassus ingår i släktet Ilybius och familjen dykare. Arten är reproducerande i Sverige. Inga underarter finns listade i Catalogue of Life.